# Mochlosoma validum
Mochlosoma validum is een vliegensoort uit de familie van de sluipvliegen (Tachinidae). De wetenschappelijke naam van de soort is voor het eerst geldig gepubliceerd in 1889 door Brauer and Bergenstamm.